# Mulgravia
Mulgravia is een geslacht van schietmotten uit de familie Hydroptilidae.

## Soorten
Deze lijst is mogelijk niet compleet.
- M. carteri A Wells, 1983
- M. coronata A Wells, 1982